# Major Indoor Lacrosse League sezon 1997
Sezon rozpoczął się 4 stycznia, a zakończył 12 kwietnia 1997 roku. W tym sezonie nie rozgrywano All Star Game. Zespół Charlotte Cobras po jednym sezonie wycofał się z rozgrywek. Był to jedenasty sezon zawodowej ligi lacrosse (licząc sezony EPBLL). Mistrzem sezonu została drużyna Rochester Knighthawks.

## Wyniki sezonu
W – Wygrane, P – Przegrane, PRC – Liczba wygranych meczów w procentach, GZ – Gole zdobyte, GS – Gole stracone
| Kwalifikacja do playoffs |

| Drużyna               | W | P | PRC   | GZ  | GS  |
| --------------------- | - | - | ----- | --- | --- |
| Philadelphia Wings    | 7 | 3 | 0.700 | 137 | 115 |
| New York Saints       | 6 | 4 | 0.600 | 134 | 127 |
| Buffalo Bandits       | 6 | 4 | 0.600 | 158 | 153 |
| Rochester Knighthawks | 5 | 5 | 0.500 | 156 | 136 |
| Boston Blazers        | 4 | 6 | 0.400 | 120 | 135 |
| Baltimore Thunder     | 2 | 8 | 0.200 | 125 | 165 |

### Playoffs
- New York Saints 10 – Buffalo Bandits 19
- Rochester Knighthawks 15 – Philadelphia Wings 13

### Finał
- Rochester Knighthawks 15 – Buffalo Bandits 12

## Nagrody
| Nagroda                        | Zwycięzca      | Drużyna               |
| ------------------------------ | -------------- | --------------------- |
| MVP sezonu                     | Gary Gait      | Philadelphia Wings    |
| Najlepszy debiutant roku       | Jeff Wilfong   | Boston Blazers        |
| MVP meczu finałowego           | Steve Dietrich | Rochester Knighthawks |
| Najlepszy strzelec (40 bramek) | Gary Gait      | Rochester Knighthawks |